# Bruttii

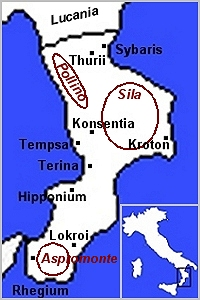
Groot Griekenland, het tegenwoordige Calabrië

De Bruttii was een oud volk uit Zuid-Italië, dat het binnenland van Bruttium (het moderne Calabrië) bewoonde. Ze hielpen Hannibal Barkas tijdens de Tweede Punische Oorlog (218 v.Chr. - 201 v.Chr.) en na afloop van de oorlog werd hun gebied door de Romeinen geconfisqueerd, werden de Bruttii tot publieke slaven uitgeroepen en hun gebied onder Romeinse voogdij over latifundia verdeeld.